# Норвегия на зимних Олимпийских играх 1932
Норвегия принимала участие в зимних Олимпийских играх 1932 года и завоевала три золотых, четыре серебряных и три бронзовых медали.

## Медалисты
| Медаль  | Спортсмен            | Вид спорта         | Дисциплина                 |
| ------- | -------------------- | ------------------ | -------------------------- |
| Золото  | Йохан Грёттумсбротен | Лыжное двоеборье   | Мужчины                    |
| Золото  | Соня Хени            | Фигурное катание   | Женщины, одиночное катание |
| Золото  | Биргер Рууд          | Прыжки с трамплина | Мужчины                    |
| Серебро | Оле Стенен           | Лыжное двоеборье   | Мужчины                    |
| Серебро | Ханс Бек             | Прыжки с трамплина | Мужчины                    |
| Серебро | Бернт Эверсен        | Конькобежный спорт | Мужчины, 500 м             |
| Серебро | Ивар Баллангруд      | Конькобежный спорт | Мужчины, 10.000 м          |
| Бронза  | Арне Рустадстуэн     | Лыжные гонки       | Мужчины, 50 км             |
| Бронза  | Ханс Виньяренген     | Лыжное двоеборье   | Мужчины                    |
| Бронза  | Коре Вальберг        | Прыжки с трамплина | Мужчины                    |